# Encyclopaedia of Islam
Die Encyclopaedia of Islam (EI; französisch Encyclopédie de l’Islam) ist eine vom Verlag Brill in Leiden herausgegebene Enzyklopädie zur Religion, Geschichte und Kultur der Islamischen Welt und das bislang umfassendste Nachschlagewerk der Islamwissenschaft. Die einzelnen Artikel sind von namhaften Islamwissenschaftlern aus aller Welt verfasst und mit Namen der Autoren gezeichnet. Zusammen mit der Encyclopædia Iranica und der Encyclopaedia Aethiopica gehört die Encyclopaedia of Islam zu den wichtigsten Nachschlagewerken der Orientalistik.
Das Werk erscheint mittlerweile in dritter Auflage. Die erste Auflage erschien in den Sprachen Englisch, Französisch und Deutsch, die zweite Auflage in Englisch und Französisch, die dritte Auflage erscheint nur noch in Englisch. Die drei Auflagen sind außerdem online in Englisch verfügbar, die zweite Auflage auch online in Französisch. In den gedruckten englischen Bänden lautet der Titel The Encyclopaedia of Islam, in den Online-Ausgaben verkürzt Encyclopaedia of Islam. Da die dritte Auflage, die im Jahre 2007 begonnen wurde, noch im Aufbau befindlich ist, muss bei vielen Themen weiter auf die zweite Auflage zurückgegriffen werden, die in der Zeit zwischen 1954 und 2005 erschien und vielfach nicht mehr den gegenwärtigen Stand der Forschung abbildet.
Die Encycopaedia of Islam ist nicht mit der ebenfalls vom Brill-Verlag veröffentlichten Encyclopaedia Islamica zu verwechseln, die gleichfalls unter wissenschaftlicher Herausgeberschaft steht, aber eine gekürzte Übersetzung der persischen Islam-Enzyklopädie Dāʾirat al-Maʿārif-i Buzurg-i Islāmī darstellt.

## Erste Auflage: „Enzyklopädie des Islām“
Die erste Auflage der Encyclopaedia of Islam (EI), veröffentlicht in den Jahren 1913 bis 1938, erschien noch in den drei Sprachen Englisch, Französisch und Deutsch. Die deutsche Version hatte den Titel Enzyklopädie des Islām. Geographisches, ethnographisches und biographisches Wörterbuch der muhammedanischen Völker. Die vier Grundbände erschienen in den Jahren 1913 bis 1934, der Ergänzungsband 1938. Auf diese erste Auflage wird in der wissenschaftlichen Literatur üblicherweise mit der Abkürzung EI1 verwiesen.

## Zweite Auflage: „The Encyclopaedia of Islam. New Edition“
Beim 21. Internationalen Orientalistenkongress in Paris im Juli 1948 wurde die Lancierung einer neuen Ausgabe beschlossen, die nur noch in Englisch und Französisch erscheinen sollte. Die ersten Faszikel dieser zweiten Auflage erschienen ab 1954, der erste Band wurde 1960 veröffentlicht. Bei der gedruckten englischen Ausgabe, die in Literaturangaben zumeist zitiert wird, lautet der Titel The Encyclopaedia of Islam. New Edition (EI2). Sie wird auch als Second Edition bezeichnet, insbesondere bei der englischen Online-Ausgabe: Encyclopaedia of Islam, Second Edition. In der wissenschaftlichen Literatur wird häufig die Abkürzung EI² verwendet (auch EI2 oder EI-2). Wie die erste Auflage ist auch die zweite Auflage nach arabischen Stichwörtern geordnet. Wer also etwas über Sklaverei im Islam wissen will, muss unter dem Stichwort ʿAbd suchen, weil ʿabd das arabische Wort für „Sklave“ ist.

### Erscheinungsjahre der Einzelbände der zweiten Auflage (englisch)
- Band 1 (I) (A–B): 1960
- Band 2 (II) (C–G): 1965
- Band 3 (III) (H–Iram): 1971
- Band 4 (IV) (Iran–Kha): 1978
- Band 5 (V) (Khe–Mahi): 1986
- Band 6 (VI) (Mahk–Mid): 1991
- Band 7 (VII) (Mif–Naz): 1993
- Band 8 (VIII) (Ned–Sam): 1995
- Band 9 (IX) (San–Sze): 1997
- Band 10 (X) (T–U): 2000
- Band 11 (XI) (W–Z):[5] 2002

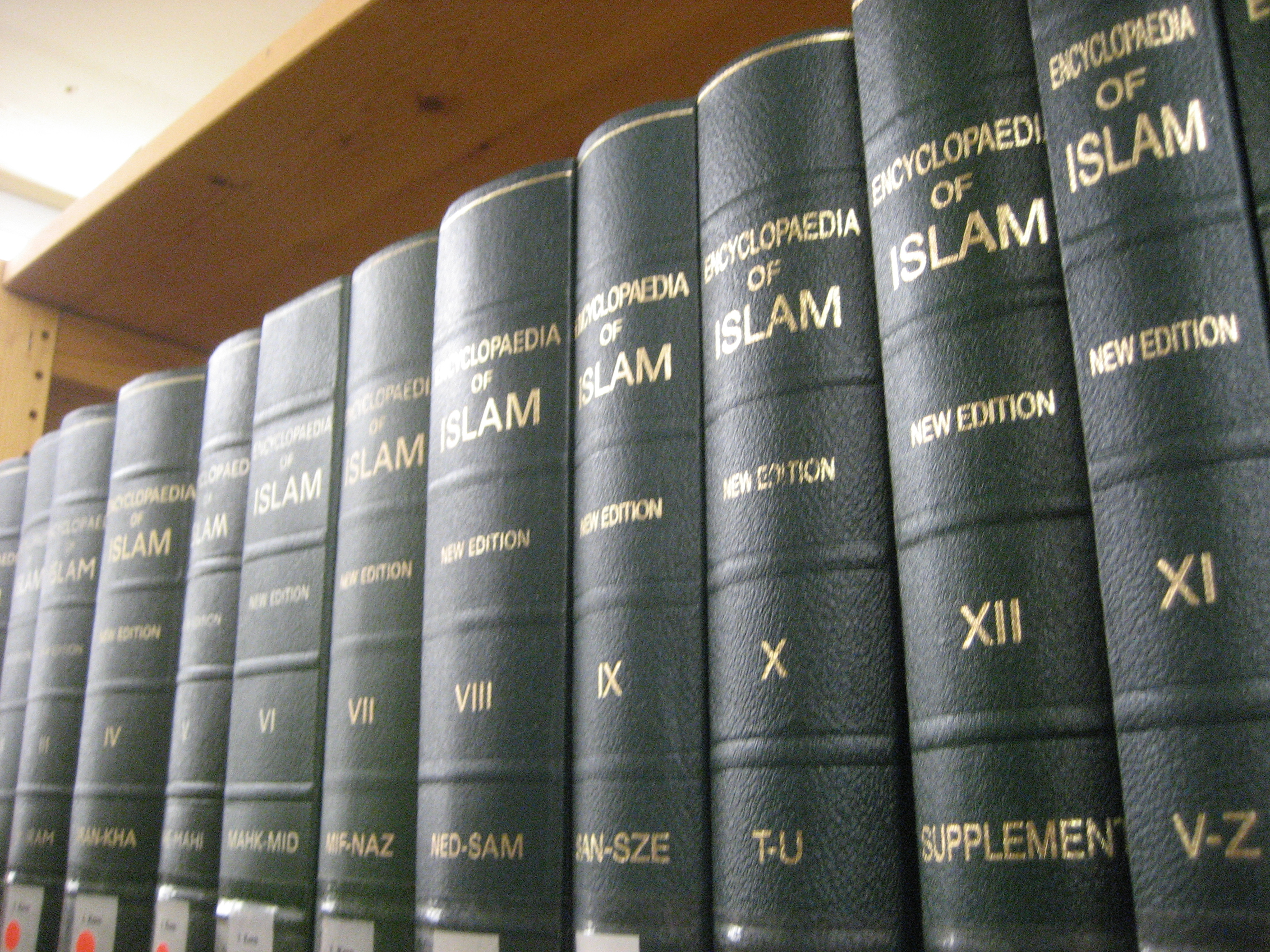
Die Encyclopaedia of Islam, zweite Auflage (EI2)

- Band 12 (XII) (Ergänzungsbd.): 2004

### Redaktionskomitee
Herausgeber
- Peri Bearman (Bände X, XI)
- Thierry Bianquis (Bände X, XI)
- Clifford Edmund Bosworth (Bände IV: 257–1188, V, VI, VII, VIII, IX, X, XI)
- Emeri J. van Donzel (Bände IV, V, VI, VII, VIII, IX, X, XI)
- Hamilton Alexander Rosskeen Gibb (Band I: 1–320)
- Wolfhart P. Heinrichs (Bände VI: 513–1044, VII, VIII, IX, X, XI)
- Johannes Hendrik Kramers (Band I: 1–320)
- Gérard Lecomte (Bände VIII, IX)
- Évariste Lévi-Provençal (Band I: 1–320)
- Bernard Lewis (Bände I: 321–1359, II, III, IV, V, VI: 1–512)
- Victor Louis Ménage (Band III)
- Charles Pellat (Bände I: 321–1359, II, III, IV, V, VI, VII)
- Joseph Schacht (Bände I, II, III)

Mitarbeiter
- Peri Bearman (Bände VII: 385–1058, VIII, IX)
- John Burton-Page (Band II)
- Emeri J. van Donzel (Band III)
- C. Dumont (Bände I: 321–1359, II, III, IV: 1–768)
- Fokke Theodoor Dijkema (Bände IV: 769–1188, V, VI, VII: 1–384)
- Gerald R. Hawting (Bände III, IV: 1–256)
- M. Lefort (Band IV: 769–1188)
- Victor Louis Ménage (Band II)
- S. Nurit (Bände IV: 769–1188, V, VI, VII, VIII, IX)
- Margot Patterson (Band IV: 1–768)
- Roger M. Savory (Band I: 321–1359)
- Samuel M. Stern (Band I: 1–320)

### Exekutivkomitee
Mitglieder (Band XI):
P. J. Bearman; Th. Bianquis; C. E. Bosworth; J. T. P. de Bruijn; A. Dias Farinha; E. van Donzel; Josef van Ess; W. P. Heinrichs; R. J. Kasteleijn; A. K. S. Lambton; Bernard Lewis; F. Rosenthal; F. Rundgren; A. L. Udovitch
Assoziierte Mitglieder (Band XI):
Halil İnalcık; S. H. Nasr; M. Talbi
Ehemalige Mitglieder (vor Band XI):
Armand Abel; C. C. Berg; Claude Cahen; Richard Ettinghausen; Francesco Gabrieli; Emilio García Gómez; Hamilton Alexander Rosskeen Gibb; Johannes Hendrik Kramers; Évariste Lévi-Provençal; G. Levi Della Vida; Tadeusz Lewicki; Bernhard Lewin; Bernard Lewis; Enno Littmann; H. Massé; Fr. Meier; Victor Louis Ménage; G. C. Miles; Henrik Samuel Nyberg; Rudi Paret; Johannes Pedersen; Charles Pellat; Nicolaas Wilhelmus Posthumus; F. H. Pruijt; Joseph Schacht; F. C. Wieder
Ehemalige assoziierte Mitglieder (vor Band XI):
H. H. Abdul Wahab; A. Adnan Adivar; A. S. Bazmee Ansari; Husain Djajadiningrat; A. A. A. Fyzee; Halil Inalcik; Abd el-Aziz Khoweitir; Mehmet Fuat Köprülü; Ibrahim Madkour; Khalil Mardam Bey; Naji al-Asil; Muhammad Shafi; Mustafa al-Shihabi; Hasan Taghizade; E. Tyan
Ehemalige Ehrenmitglieder (vor Band XI):
G. Levi Della Vida; E. Littmann

## Dritte Auflage: „Encyclopaedia of Islam, THREE“
Eine dritte Auflage, die nur noch auf Englisch erscheint, ist seit dem Jahre 2007 unter dem Titel Encyclopaedia of Islam, THREE (EI3) im Aufbau. Sie wird von Kate Fleet, Gudrun Krämer, Denis Matringe, John Nawas und Everett Rowson herausgegeben. Anders als die beiden ersten Auflagen ist die dritte Auflage nicht mehr nach arabischen, sondern nach englischen Stichwörtern geordnet.
Ein weiterer Unterschied ist, dass die Encyclopaedia of Islam, THREE von vornherein als Online-Lexikon angelegt ist. Der Wechsel zum digitalen Medium hat den Vorteil, dass der Aufbau des Nachschlagewerks nicht mehr streng in alphabetischer Reihenfolge erfolgen muss, was den Produktionsprozess beschleunigt. Wie die Online-Versionen der ersten beiden Auflagen ist die Encyclopaedia of Islam, THREE mit einer Paywall versehen. Für Personen, die kein Abonnement abgeschlossen haben, ist Zugang üblicherweise nur über Bibliotheken gegeben, die Abonnements abgeschlossen haben. Zwar wird noch immer eine gedruckte Version der dritten Auflage hergestellt, doch wird diese nur von wenigen wissenschaftlichen Bibliotheken bezogen.

## Ausgaben

### 1. Ausgabe
- Martin T. Houtsma, T. W. Arnold, R. Basset, R. Hartmann (Hrsg.): Enzyklopädie des Islam. 4 Bände und Ergänzungsband. Brill, Leiden/Leipzig 1913.
  - englisch: Encyclopaedia of Islam. Leiden/London
    - Band 1: A–D. 1918 (Digitalisat).
    - Band 2: E–K. 1927 (Digitalisat)
    - Band 3: L–R. 1927 (Digitalisat).
    - Band 4: S–Z. 1934 (Digitalisat).
    - Supplement. 1938 (Digitalisat).

### 2. Ausgabe
- Encyclopaedia of Islam. 2. Auflage. 1 (A-B). Brill, Leiden 1986, S. 1423 (archive.org).
- Encyclopaedia of Islam. 2. Auflage. 2 (C-G). Brill, Leiden 1991, S. 1197 (archive.org).
- Encyclopaedia of Islam. 2. Auflage. 3 (H-IRAM). Brill, Leiden 1986, S. 1304 (archive.org).
- Encyclopaedia of Islam. 2. Auflage. 4 (IRAN-KHA). Brill, Leiden 1997, S. 1249 (archive.org).
- Encyclopaedia of Islam. 2. Auflage. 5 (KHE-MAHI). Brill, Leiden 1986, S. 1333 (archive.org).
- Encyclopaedia of Islam. 2. Auflage. 6 (MAHK-MID). Brill, Leiden 1991, S. 1071 (archive.org).
- Encyclopaedia of Islam. 2. Auflage. 7 (MIF-NAZ). Brill, Leiden 1993, S. 1113 (archive.org).
- Encyclopaedia of Islam. 2. Auflage. 8 (NED-SAM). Brill, Leiden 1995, S. 1136 (archive.org).
- Encyclopaedia of Islam. 2. Auflage. 9 (SAN-SZE). Brill, Leiden 1997, S. 946 (archive.org).
- Encyclopaedia of Islam. 2. Auflage. 10 (T-U). Brill, Leiden 2000, S. 1024 (archive.org).
- Encyclopaedia of Islam. 2. Auflage. 11 (W-Z). Brill, Leiden 2002, S. 604 (archive.org).
- Encyclopaedia of Islam. 2. Auflage. 12 (SUPPLEMENT). Brill, Leiden 2004, S. 921 (archive.org).
- Encyclopaedia of Islam. 2. Auflage. 13 (INDEX). Brill, Leiden 2004, S. 587 (archive.org).